# Punta del Genovès
La Punta del Genovès és un cap de la costa de la Marenda del terme comunal de Portvendres, a la comarca del Rosselló (Catalunya del Nord). Està situada a la zona nord del terme de Portvendres, al nord-est de la vila i de l'Ansa de la Moresca.